# Women Make Movies
Women Make Movies ist eine multikulturelle gemeinnützige Organisation für feministische Medien mit Sitz in New York (USA). Sie etablierte sich in den 1980er Jahren als Internationaler Filmvertrieb für Filme von und über Frauen. 

## Geschichte
Women Make Movies wurde von Ariel Dougherty, Sheila Paige und Dolores Bargowski als feministisches Produktionskollektiv gegründet. Es ging aus Treffen im Zusammenhang mit der Frauenbewegung im September 1969 hervor.
Dougherty und Paige gründeten die Organisation im März 1972 zunächst mit dem Ziel, kollaborative Workshops durchzuführen, um Frauen in allen Aspekten des Filmemachens zu unterrichten. Außerdem wurde ein Verleihservice eingerichtet. Bis 1973 produzierte das Kollektiv vier Filme. Mitte der 1970er Jahre wurde ein Mitgliedersystem etabliert, um die Arbeiten assoziierter Frauen zu zeigen und zu vertreiben. In den frühen 1980er Jahren verlagerte sich der Schwerpunkt auf den Vertrieb unabhängiger Filme von und über Frauen. Die Organisation bietet darüber hinaus Produktionsunterstützung im Sinne von Workshops und Beratungen für Filmemacherinnen an. 1983 wurde Debra Zimmerman Geschäftsführerin der Organisation.
Der Filmkatalog umfasst mehr als 700 Filme aus 86 Ländern. Die Filme befassen sich inhaltlich mit Themen wie AIDS, Körperbilder, wirtschaftliche Entwicklung, Rassismus, Einwanderung, Medizinethik und Feminismus. Die Sammlung beinhaltet Filme von feministischen Filmemacherinnen wie Trinh T. Minh-ha, Julie Dash, Pratibha Parmar, Jane Campion, Sally Potter, Kim Longinotto und Ulrike Ottinger.

## Rezeption
Von Women Make Movies vertriebene Filme wurden auf internationalen Filmfestivals gezeigt, darunter das Sundance Film Festival, die Internationalen Filmfestspiele von Cannes und das International Documentary Film Festival Amsterdam. 
2011 wurde Women Make Movies mit dem Athena Award des Athena Film Festivals am Barnard College für die herausragende Leistung beim Vertrieb von Filmen von und über Frauen ausgezeichnet.

## Archiv
Das Academy Film Archive der Academy of Motion Picture Arts and Sciences erwarb im Jahr 2013 die Women Make Movies Collection, die Kopien, Videokassetten und Originalfilmelemente von Dutzenden von Spielfilmen, Dokumentarfilmen, Kurzfilmen und Informationsfilmen von und über Frauen umfasst.